# Uetersen

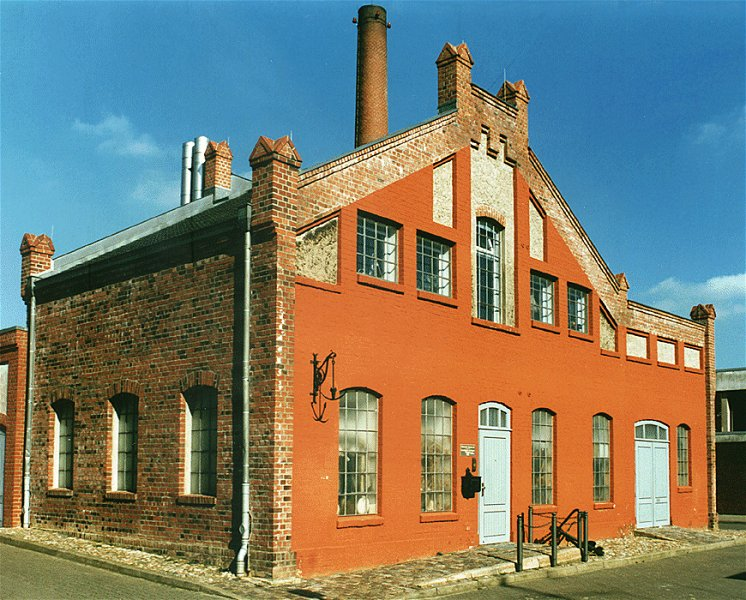
Museum Uetersen

Uetersen (duń. Yttersen) – miasto w północnych Niemczech w kraju związkowym Szlezwik-Holsztyn, w powiecie Pinneberg. Do 31 grudnia 2016 siedziba związku gmin Haseldorf. Położone ok. 30 km na północ od Hamburga nad rzeką Pinnau, w pobliżu Łaby. Miasto zajmuje powierzchnię 11,43 km². Według danych z 31 grudnia 2019 Uetersen zamieszkiwało 18 567 osób.

## Współpraca
- El-Kelâa M’Gouna, Maroko
- Windhuk, Namibia
- Wittstock/Dosse, Brandenburgia od 1990